# II Liceum Ogólnokształcące im. Władysława Reymonta w Ostrowie Wielkopolskim
Zawartość tej strony może naruszać prawa autorskie.
Tekst źródłowy prawdopodobnie pochodzi z:
http://2liceum.osw.pl/historia-szkoly,72,pl
1. Nie usuwaj tego szablonu. Zostanie on usunięty, jeżeli prawa autorskie tego artykułu zostaną wyjaśnione.
2. Jeżeli potrafisz, napisz artykuł tak, aby nie naruszał praw autorskich.
3. Jeżeli masz prawa autorskie do tej treści lub masz zgodę na publikację zgodną z naszą licencją, prosimy, napisz o tym na stronie dyskusji tego artykułu i na stronie Wikipedia:Lista NPA oraz zastosuj procedurę zamieszczania haseł wcześniej opublikowanych.
4. Artykuł zostanie usunięty, jeżeli status praw autorskich do zawartych w nim treści nie zostanie wyjaśniony.

Powielanie materiałów chronionych prawami autorskimi – bez zezwolenia właściciela tych praw – jest pogwałceniem obowiązującego prawa, jest też sprzeczne z ustaleniami Wikipedii. Osobom, które regularnie wstawiają takie materiały, może zostać odebrane uprawnienie edytowania Wikipedii.
II Liceum Ogólnokształcące im. Władysława Stanisława Reymonta w Ostrowie Wielkopolskim – liceum ogólnokształcące w Ostrowie Wielkopolskim, założone w 1907 jako niemiecka miejska szkoła średnia dla dziewcząt.

## Historia
Początki szkolnictwa żeńskiego w Ostrowie sięgają końca pierwszej połowy XIX wieku, kiedy to nauczyciel o nazwisku Lasswitz założył prywatną szkołę żeńską, a lekcje odbywały się w mieszkaniu pedagoga. Około połowy wieku powstaje pierwsza wyższa szkoła żeńska w pełniejszym tego słowa znaczeniu – z klasami i gronem pedagogicznym. Początkowo była to szkoła polska, jednak po zmianach kadrowych w latach Kulturkampfu (objęcie przez Niemkę Amandę Schirmer stanowiska dyrektora w 1867) zaczęła nabierać niemieckiego charakteru. Później, do I wojny światowej, szkole przewodzili już tylko Niemcy. Zmieniała ona w tym czasie swoją siedzibę kilkakrotnie. W 1907 prywatną szkołę przejęło miasto, a jej dyrektorem został dr Robert Bergmann. Nosiła odtąd nazwę Państwowej Wyższej Szkoły Żeńskiej.
Decyzja o budowie nowej siedziby przy ulicy „krótkiej” Wrocławskiej zapadła w 1909. Oficjalne otwarcie nowego gmachu nastąpiło niecałe dwa lata później, 26 sierpnia 1911.
Ostatni niemiecki dyrektor, dr Bergmann, przekazał w 1920 kierownictwo szkoły Eleonorze Bojdzińskiej, byłej siostrze zakonnej, która sprawowała funkcję przełożonej do 1935.
Od 1 kwietnia 1921 szkoła nosiła nazwę Państwowe Gimnazjum im. Emilii Sczanieckiej. Od lat 50. XX w. mieściło się tu Liceum im. Emilii Sczanieckiej, które w 1964 przekształcono w koedukacyjne. W 1968 po raz kolejny zmieniono nazwę, tym razem na II Liceum Ogólnokształcące im. Władysława Reymonta.
Z niewyjaśnionych do dziś powodów wojewódzkie kuratorium zadecydowało w 1978 o likwidacji szkoły i jej włączeniu w struktury I Liceum. Placówkę przy ulicy Wrocławskiej zajmowała tymczasem szkoła podstawowa. Po odrodzeniu się samorządów w 1989 działacze ostrowscy rozpoczęli starania o reaktywowanie II Liceum. Udało się to 1 maja 1992.
Szkolna gazetka Re(y)moncik została w 1991 odznaczona jako najlepsza w Polsce.

## Budynek
II Liceum Ogólnokształcące znajduje się w Śródmieściu, przy ulicy „krótkiej” Wrocławskiej, przy jej skrzyżowaniu z ulicą Chopina, naprzeciw Parku Emilii Sczanieckiej.
Szkoła wybudowana została w latach 1910–1911 w stylu wczesnego modernizmu z elementami neorenesansu i secesji. Poszczególne części: korpus główny, skrzydła, willowy aneks z mieszkaniem dyrektorskim tworzą nieregularną bryłę budynku, nakryte są dwuspadowymi, przenikającymi się dachami. Elewacja pokryta jest tynkiem drapanym. Szkoła posiada liczne ryzality, wykusze, balkony, rzeźby, płaskorzeźby. W auli znajdują się witraże, natomiast w głównym korpusie budynku umiejscowiona jest loggia. Obiekt posiadał niegdyś także płytki ogródek zlikwidowany przy poszerzaniu ulicy Chopina. Późniejsze przebudowy wnętrza zatarły częściowo dawną funkcjonalność wnętrz oraz auli (uznawanej niegdyś za salę o najlepszej w Ostrowie akustyce). Elewację odrestaurowano w 2006.
W szkole znajdują się pamiątkowe tablice ku czci Emilii Sczanieckiej, Eleonory Bojdzińskiej, Marii Bojarskiej oraz uczennic poległych w latach II wojny światowej.

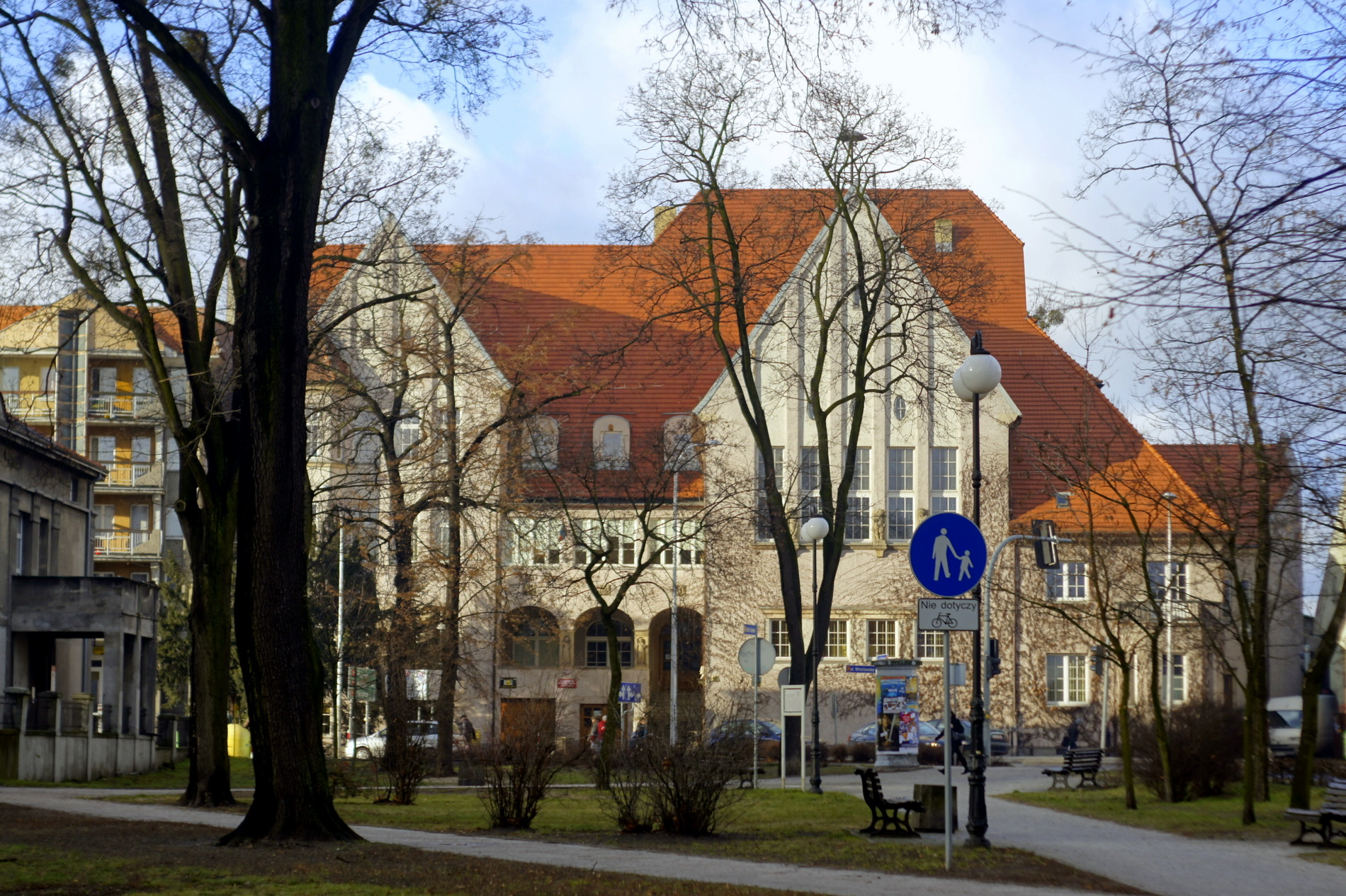
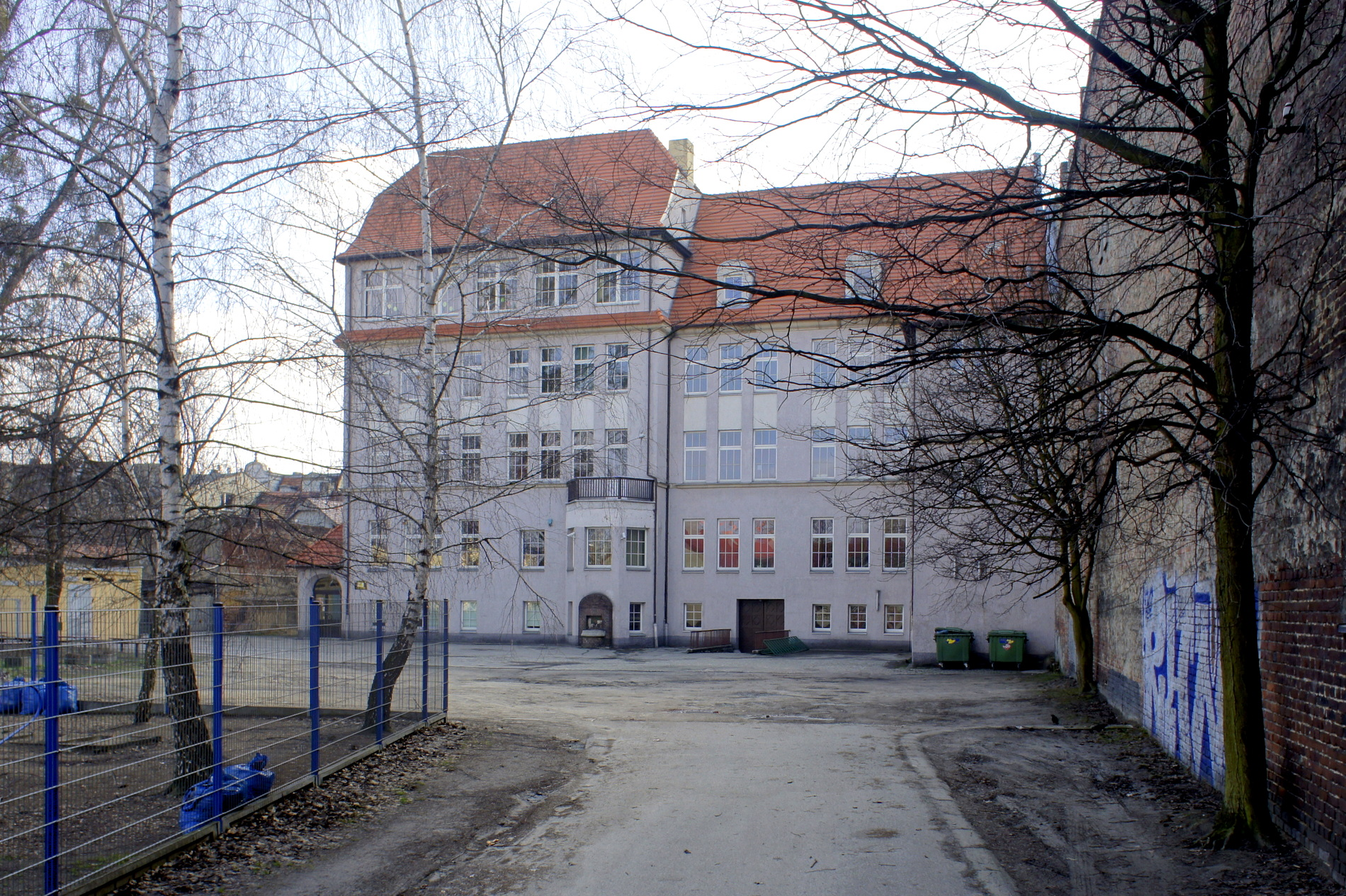

## Wychowawcy
- Hubert Beckhaus – filolog klasyczny i germański
- Eleonora Bojdzińska – przełożona placówki przez 15 lat[1]
- Maria Bojarska – filolog klasyczna, kurator tajnej oświaty w Ostrowie w latach II wojny światowej, dyrektorka szkoły przez 19 lat
- Israel Meir Freimann – rabin, orientalista
- Wincenty Głębocki – ksiądz, prefekt
- Józef Jachimek – filolog
- Augustyn Szamarzewski – ksiądz, prefekt, działacz społeczny, patron polskich spółek w Poznańskiem

## Absolwenci
- Marian Brucki, duchowny rzymskokatolicki, prałat, proboszcz parafii Najświętszej Marii Panny Wniebowziętej w Śremie od 1993
- Wojciech Gawłowski – pisarz, poeta
- Zbigniew Koszałkowski, grafik i działacz antykomunistyczny[2]
- Malina Michalska – tancerka
- Anna Rogalanka – doktor, organizatorka tajnego nauczania w latach II wojny światowej, konserwatorka zabytków, historyczka, współautorka monografii Ostrowa – Ostrów Wielkopolski – dzieje miasta i regionu
- Sancja Szymkowiak – błogosławiona kościoła katolickiego
- Piotr Śliwiński, krytyk literacki, badacz polskiej poezji współczesnej, nauczyciel akademicki, profesor nauk humanistycznych[2]
- Maria Wikarjakowa – organizatorka tajnego nauczania w latach II wojny światowej, także organizatorka ostrowian w Poznaniu
- Jadwiga Żylińska – pisarka, prozaiczka
- Marcin Lijewski – piłkarz ręczny, wychowanek Ostrovii, reprezentant Polski